# Psyopus
Psyopus (alternative Schreibweise PsyOpus) ist eine Mathcore-Band aus Rochester, USA. Ihre Musik vereinigt Stilelemente der Genres Grindcore, Technical Death Metal, Progressive Rock und Free Jazz und zeichnet sich durch extreme Geschwindigkeit, häufige Breaks und Tempowechsel, dissonante Intervalle, sowie hochkomplizierte Songstrukturen aus. Eingängige Melodien bzw. Hooklines sind dagegen selten. Der Gesang umfasst gebrüllte und gekreischte, aber auch gesprochene Passagen. Kennzeichnend für die Band sind  die Virtuosität und technischen Fertigkeiten der Instrumentalisten. Dies gilt insbesondere für den Gitarristen Christopher Arp („Arpmandude“), der das einzige verbliebene Gründungsmitglied ist und bis heute nahezu alle Kompositionen der Band alleine schreibt.  

## Geschichte
Psyopus ging aus Arps Ein-Mann-Projekt „Stranglefuck“ hervor. Unter diesem Namen wurde 2002 ein Demo eingespielt, das Instrumentalversionen (Gitarre, Drumcomputer) von 4 Stücken (Anomaly, Death, I…, Bones To Dust,  The Long Road To The Fourth Dimension) enthält, die später auf dem ersten Psyopus-Album „Ideas Of Reference“ erschienen. Im Herbst des Jahres erfolgte die eigentliche Bandgründung und Umbenennung in Psyopus. Neben Christopher Arp bestand das Line-Up aus dem Bassisten Fred DeCoste, Greg Herman am Schlagzeug und dem Sänger Adam Frappolli.
Die Formation brachte 2003 ein weiteres Demo („3003“) heraus und erhielt schließlich einen Vertrag bei Metal Blade. Das erste Studioalbum wurde im März 2004 veröffentlicht und sehr kontrovers diskutiert. Während einige Kritiker die technische Versiertheit der Musiker herausstellten und Vergleiche mit Genre-Größen wie beispielsweise The Dillinger Escape Plan zogen, wurde der Band in anderen Reviews Unzugänglichkeit und Verschrobenheit attestiert und die Qualität des Songwritings kritisiert. Im Sommer 2004 tourten Psyopus durch die Vereinigten Staaten, um das Album zu promoten. 
Nach der Tournee verließ Herman die Band, angeblich weil er den Tourstress nicht mochte und mehr Zeit mit seiner Frau verbringen wollte. In den folgenden Jahren kam es wiederholt zu Umbesetzungen am Schlagzeug. Lee Fisher und Corey Barnes wurden jeweils nach kurzer Zeit ersetzt, beiden wurde ein problematischer Drogenkonsum nachgesagt.
2007 erschien das zweite Album „Our Puzzling Encounters Considered“. Von der ursprünglichen Besetzung waren nur noch Christopher Arp und Adam Frappolli übrig geblieben. Nach dem Release des Albums kam es zu folgenden Umbesetzungen: Jason Bauers ersetzte Jon Cole am Schlagzeug, Harrison Christie übernahm den Gesang und Michael Horn den Bass. Gegenüber dem Debüt-Album wurde die Komplexität der Kompositionen und Arrangements nochmals gesteigert. Dies ist in erster Linie der Kunstfertigkeit und Vielseitigkeit des Schlagzeugspiels von Bauers geschuldet. Aus dem Rahmen fällt das Instrumental-Stück Siobhan's Song, das von akustischen und unverzerrten Gitarren dominiert wird.
In den folgenden Jahren blieb das Line-Up vergleichsweise stabil. Lediglich auf der Position des Sängers ergaben sich Veränderungen. So wurde Christie zunächst durch Brian Woodruff ersetzt, der wiederum zwischenzeitlich durch Matt Dalberth vertreten wurde.  Im Jahr 2009 wurde das dritte Studioalbum „Odd Senses“ veröffentlicht.

## Dies und das
Im Jahr 2001 nahm Christopher Arp am landesweiten Wettbewerb um die Neubesetzung des vakanten Gitarristen-Posten bei Limp Bizkit teil. Zu dieser Zeit arbeitete er in einer Fabrik für Kunststoffverarbeitung und beteiligte sich in erster Linie auf Drängen seiner Kollegen. Er gewann die lokale Konkurrenz in Rochester und erhielt als Preis eine Gitarre. Zu einer Kontaktaufnahme durch Fred Dust kam es aber nicht.
Arp bewarb sich bei verschiedenen Herstellern von Gitarren und Verstärkern um Sponsoring-Verträge. Die Firma Ibanez schloss einen solchen Vertrag erst mit ihm ab, als er per Video nachweisen konnte, dass er wirklich in Lage war dermaßen schnell zu spielen.

## Diskografie

### Demos
- 2002: Stranglefuck (5-song demo, Independent)
- 2003: 3003 (4-song demo, Independent)

### Alben
- 2004: Ideas Of Reference, (Metal Blade)
- 2007: Our Puzzling Encounters Considered (Metal Blade)
- 2009: Odd Senses (Metal Blade)